# Открытый чемпионат Рио-де-Жанейро по теннису
Открытый чемпионат Рио-де-Жанейро (англ. Rio Open; в 1989-90 годах — Banespa Open) — профессиональный теннисный турнир, проводимый в феврале в Рио-де-Жанейро (Бразилия) на грунтовых кортах местного Jockey Club Brasileiro. С 2014 года мужской турнир относится к серии ATP 500 с призовым фондом около 2,6 миллионов долларов и турнирной сеткой, рассчитанной на 32 участника в одиночном разряде и 16 пар. Женский турнир проводился с 2014 по 2016 год и относился к международной серии WTA с призовым фондом в 250 тысяч долларов и турнирной сеткой, рассчитанной на 32 участницы в одиночном разряде и 16 пар.

## Общая информация
Соревнование протура в Рио-де-Жанейро организовано в 1989 году как часть мужской профессиональной серии Гран-при, завершая серию соревнований в регионе. Через год турнир вошёл в свежеобразованный основной тур ATP, сохранив свои сроки проведения и получив базовую категорию серии. Впрочем проведение чемпионата в подобном виде продолжалось лишь два сезона — уже в 1991 году бразильские организаторы не смогли найти средства на обеспечение призового фонда своего соревнования и лицензия на право проведения соревнования была передана в Тампу, США. Возобновления чемпионата пришлось ждать несколько десятилетий и лишь перед сезоном 2014 года, когда финансовые проблемы постигли мужской турнир в Сан-Хосе и комбинированный приз в Мемфисе (оба — США), бразильцы смогли выкупить себе лицензию мужского турнира серии ATP 500 (превратив свой приз в центральное соревнование февральского грунтового отрезка календаря), а также лицензию турнира WTA International (вернув соревнование женского тура в город впервые с 1984 года, когда здесь прошёл один из розыгрышей Открытого чемпионата страны в рамках протура)..
Грунтовый турнир вписался в отрезок календаря между Открытый чемпионатом Австралии и крупным соревнованием в Индиан-Уэлсе, заняв третью из четырёх недель этого регионального сегмента у мужчин и единственную — у женщин (правда следом в календаре расположены ещё два турнира в Новом Свете, но для их проведения выбрано хардовое покрытие). В возрождённом чемпионате в первый же год проведения принял участие ведущий игрок мира на грунтовых кортах того времени — испанец Рафаэль Надаль

## Финалы турнира
Результаты 1989 и 1990 годов приводятся по архиву результатов АТР. За первые четыре розыгрыша турнира успехи местных теннисистов связаны исключительно с мужскими турнирами: Луис Маттар выиграл оба турнира XX века в одиночном разряде, а в парном разряде бразильцы дважды играли в финалах, но оба раза уступили.
После возобновления турнира c 2014 по 2024 год в одиночном разряде никто не побеждал в розыгрыше более одного раза. В розыгрыше турнира 2025 года Себастьян Баэс смог завоевать свой второй титул на местном турнире, при этом подряд. В мужском парном разряде два титула смогли выиграть колумбийские теннисисты Хуан Себастьян Кабаль и Роберт Фара (в 2014 и 2016 году), Максимо Гонсалес (в 2019 и 2023) и Рафаэл Матос (в 2024 и 2025). У женщин два парных трофея сумела завоевать аргентинка Мария Иригойен, победившая в розыгрышах 2014 и 2016 годов, выступая с разными партнёршами.

### Одиночный разряд
| Год  | Победитель                            | Финалист                              | Счёт                                  |
| ---- | ------------------------------------- | ------------------------------------- | ------------------------------------- |
| 2025 | Себастьян Баэс (2)                    | Александр Мюллер                      | 6-2 6-3                               |
| 2024 | Себастьян Баэс                        | Мариано Навоне                        | 6-2 6-1                               |
| 2023 | Кэмерон Норри                         | Карлос Алькарас                       | 5-7 6-4 7-5                           |
| 2022 | Карлос Алькарас                       | Диего Шварцман                        | 6-4 6-2                               |
| 2021 | Не проводился из-за пандемии COVID-19 | Не проводился из-за пандемии COVID-19 | Не проводился из-за пандемии COVID-19 |
| 2020 | Кристиан Гарин                        | Джанлука Магер                        | 7-6(3) 7-5                            |
| 2019 | Ласло Дьере                           | Феликс Оже-Альяссим                   | 6-3 7-5                               |
| 2018 | Диего Шварцман                        | Фернандо Вердаско                     | 6-2 6-3                               |
| 2017 | Доминик Тим                           | Пабло Карреньо Буста                  | 7-5 6-4                               |
| 2016 | Пабло Куэвас                          | Гидо Пелья                            | 6-4 6-7(5) 6-4                        |
| 2015 | Давид Феррер                          | Фабио Фоньини                         | 6-2 6-3                               |
| 2014 | Рафаэль Надаль                        | Александр Долгополов                  | 6-3 7-6(3)                            |
| 1990 | Луис Маттар (2)                       | Эндрю Шнайдер                         | 6-4 6-4                               |
| 1989 | Луис Маттар                           | Мартин Хайте                          | 6-4 5-7 6-4                           |

| Год  | Победительница     | Финалистка             | Счёт        |
| ---- | ------------------ | ---------------------- | ----------- |
| 2016 | Франческа Скьявоне | Шелби Роджерс          | 2-6 6-2 6-2 |
| 2015 | Сара Эррани        | Анна Каролина Шмидлова | 7-6(2) 6-1  |
| 2014 | Куруми Нара        | Клара Закопалова       | 6-1 4-6 6-1 |

### Парный разряд
| Год  | Победители                                | Финалисты                             | Счёт                                  |
| ---- | ----------------------------------------- | ------------------------------------- | ------------------------------------- |
| 2025 | Рафаэл Матос (2) Марсело Мело             | Педро Мартинес Хауме Мунар            | 6-2 7-5                               |
| 2024 | Николас Баррьентос Рафаэл Матос           | Лукас Мидлер Александр Эрлер          | 6-4 6-3                               |
| 2023 | Максимо Гонсалес (2) Андрес Мольтени      | Хуан Себастьян Кабаль Марсело Мело    | 6-1 7-6(3)                            |
| 2022 | Симоне Болелли Фабио Фоньини              | Джейми Маррей Бруно Соарес            | 7-5 6-7(2) [10-6]                     |
| 2021 | Не проводился из-за пандемии COVID-19     | Не проводился из-за пандемии COVID-19 | Не проводился из-за пандемии COVID-19 |
| 2020 | Марсель Гранольерс Орасио Себальос        | Федерико Гайо Сальваторе Карузо       | 6-4 5-7 [10-7]                        |
| 2019 | Максимо Гонсалес Николас Ярри             | Томас Беллуччи Рожериу Дутра да Силва | 6-7(3) 6-3 [10-7]                     |
| 2018 | Фернандо Вердаско Давид Марреро           | Никола Мектич Александр Пейя          | 5-7 7-5 [10-8]                        |
| 2017 | Пабло Карреньо Буста Пабло Куэвас         | Хуан Себастьян Кабаль Роберт Фара     | 6-4 5-7 [10-8]                        |
| 2016 | Хуан Себастьян Кабаль (2) Роберт Фара (2) | Пабло Карреньо Буста Давид Марреро    | 7-6(5) 6-1                            |
| 2015 | Мартин Клижан Филипп Освальд              | Пабло Андухар Оливер Марах            | 7-6(3) 6-4                            |
| 2014 | Хуан Себастьян Кабаль Роберт Фара         | Давид Марреро Марсело Мело            | 6-4 6-2                               |
| 1990 | Брайан Гарроу Свен Салумаа                | Нельсон Аэртс Фернанду Руэзи          | 7-5 6-3                               |
| 1989 | Хорхе Лосано Тодд Уитскен                 | Патрик Макинрой Тим Уилкисон          | 2-6 6-4 6-4                           |

| Год  | Победительницы                          | Финалистки                        | Счёт        |
| ---- | --------------------------------------- | --------------------------------- | ----------- |
| 2016 | Вероника Сепеде Роиг Мария Иригойен (2) | Тара Мур Конни Перрен             | 6-1 7-6(5)  |
| 2015 | Исалин Бонавентюре Ребекка Петерсон     | Ирина-Камелия Бегу Мария Иригойен | 3-0 — отказ |
| 2014 | Ирина-Камелия Бегу Мария Иригойен       | Юханна Ларссон Шанель Схеперс     | 6-2 6-0     |